# フュージングガラス
フュージング(英語：Fusing)は、ガラス工芸の技術の一種。
数枚の板ガラスをカットし、粒状ガラス（ナゲット）・パウダーガラス（フリット）・棒状ガラス（ストリンガー）を組み合わせて、電気炉・レンジ専用窯で、およそ800度の高温で焼き付け、融合させるガラス工芸の技法。
組み合わせるガラスは、どんなガラスでも良いと言う訳ではなく、膨張率（=熱膨張率）の合ったガラスを使用する必要がある。膨張率が合っていない焼き付けをすると、融合途中や冷却中に歪みが生じ、破損してしまうことが多い。中には短期的には破損しなくても、1年後などに割れてしまうこともある。このため、使用ガラスの選択には注意が必要である。
基本的なフュージングガラスには、「ブルズアイ社」のガラスを用いる事が多く、他ヴェネツィアン・グラス（モレッティー・ミルフィオリガラス）も扱われる事が多い。
制作する作品は全て一点物であり、同じデザインの作品を作っても焼き上がり状態から全く同じ作品が出来る事はない。
現在フュージング作家は、世界でも少人数である。

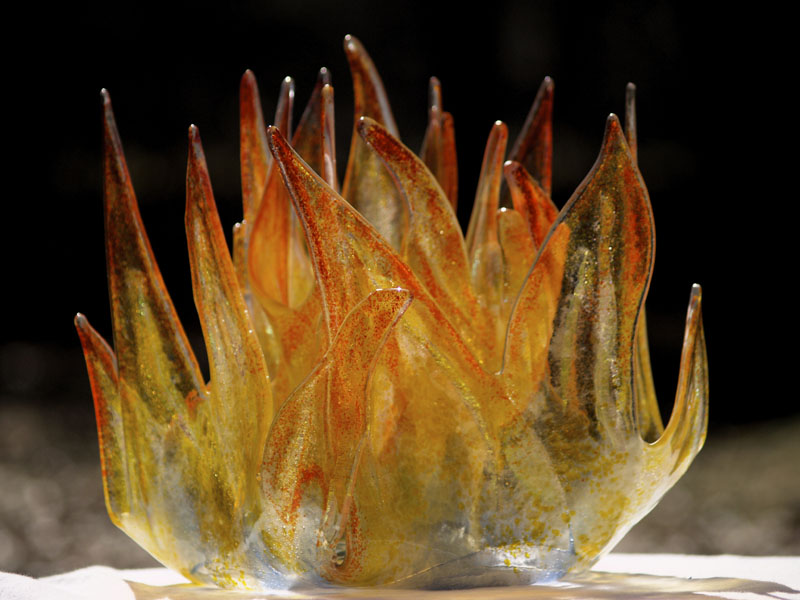
スタジオg + hによるガラス彫刻(2009年)

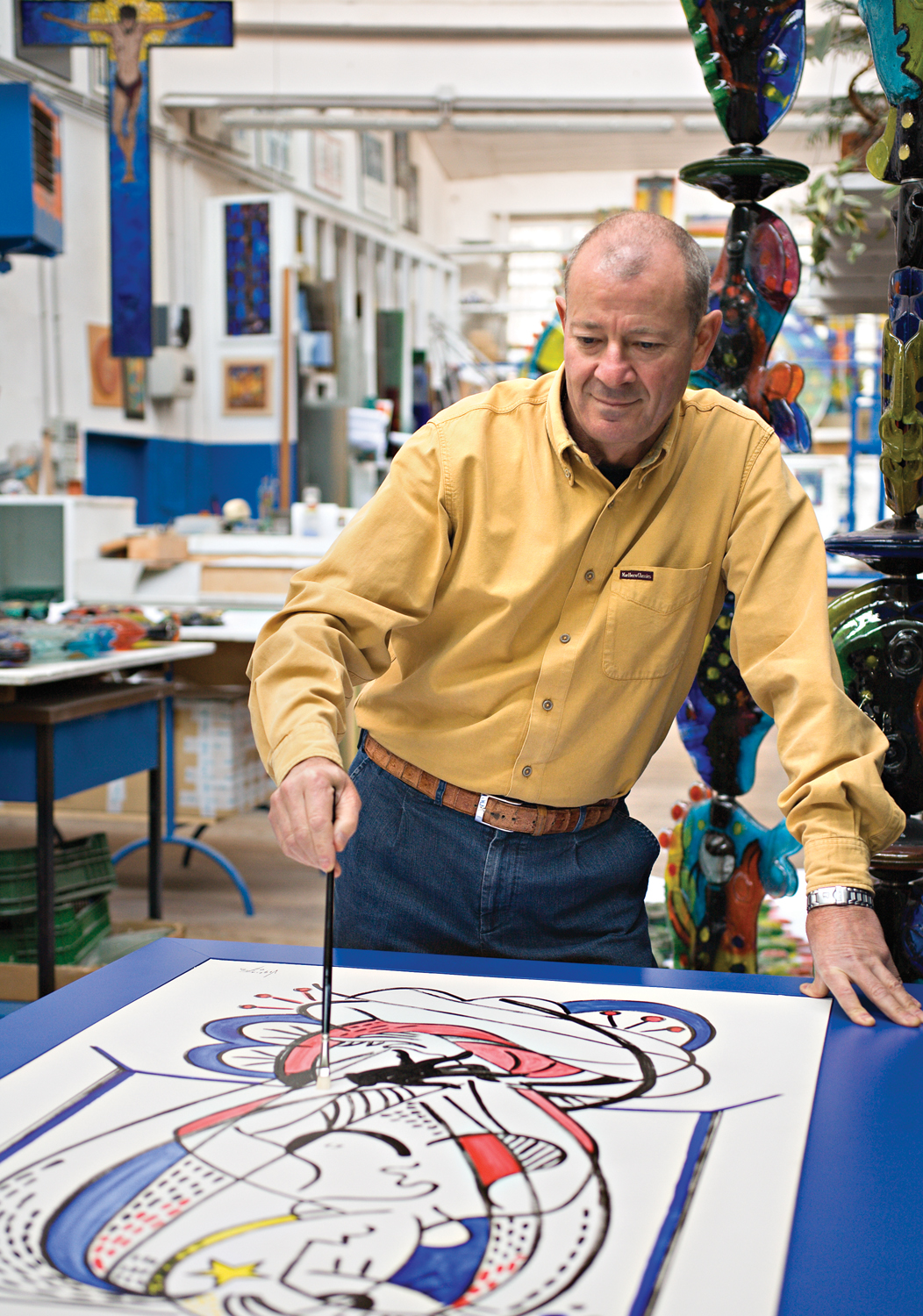
シルビオ・ヴィリアトゥーロ

## 歴史
古代エジプトから始まったと伝えられるフュージングの歴史は、モザイクガラスがそのルーツといわれている。
様々な色ガラスを融合させるフュージング技法は、ひとつひとつ丁寧に色ガラスを並べデザインしていく、手間のかかる技法であったため、その後開発された吹きガラスにとってかわられ、歴史の中で影をひそめてしまった。

## 新技法と新フュージングガラス
1960年代、アメリカのアンティークブームとともにステンドグラスが流行し新しい技法、フュージング専用ガラスも開発され、最近確固たる作品ができるようになった。

## 日本国内の主なフュージングガラス工芸作家
- 近岡令
- 片田久仁子
- 桂川瑠璃（1970年 - ）